# Артиллерийская инструментальная разведка
Артиллерийская инструментальная разведка или АИР — составной элемент сил артиллерийской разведки, предназначенный для обслуживания стрельбы своей артиллерии, решения задач метеорологического обеспечения, выявления и определения координат целeй в расположении противника, проведения фотограмметрических работ и т. п. Как правило, под АИР понимается вся совокупность тех средств артиллерийской разведки, которые ведутся посредством измерений с использованием приборного и инструментального оборудования.
В зависимости от технического оснащения службы АИР подразделяются на звуковую, оптическую, радиолокационную и радиотехническую разведку. В состав АИР входят также фотограмметрическая служба, службы топогеодезической подготовки и метеорологического обеспечения.
Зарождение артиллерийской инструментальной разведки в русской армии связано с разработкой в 1909 году штабс-капитаном Н. А. Бенуа первой в мире звукометрической станции. В Советской Армии первые подразделения АИР появились в 20-х годах XX века.